# Bernadette (film, 1943)
A Bernadette (The Song of Bernadette) 1943-ban bemutatott amerikai filmdráma Henry King rendezésében. A produkció Franz Werfel Szent Bernadett életéről írt regénye alapján készült. A film négy Oscar-díjat kapott.

## Cselekmény
Bernadette beteges lány, aki egy kicsiny francia faluban, Lourdes-ban éli életét. Egy nap húga és barátnője a folyóparton hagyják, hogy nehogy felfázzon a hideg víztől. Bernadette előtt egy hölgyalak jelenik meg a közeli barlangban. A jelenés feladatként adja a lánynak, hogy keressen egy forrást, amely később gyógyító hatásúnak bizonyul. A falusiak féltik a település hírnevét, és az egyház is hallgatásba burkolódzik. Bernadette-et kihallgatják, és követelik tőle, hogy tagadja le, hogy látomásai vannak, azonban Bernadette hű marad a jelenésekhez.
Mikor Lourdes-ból zarándokhely lesz, Bernadette kolostorba vonul, ahol egykori tanítónőjével kerül összetűzésbe, majd fiatalon életét veszti tuberkulózisban.

## Szereplők
| Szerep                                      | Színész          |
| ------------------------------------------- | ---------------- |
| Bernadette Soubirous                        | Jennifer Jones   |
| Dominique Peyramale abbé                    | Charles Bickford |
| Antoine Nicoleau                            | William Eythe    |
| Marie-Thérèse Vauzou apátnő                 | Gladys Cooper    |
| Vital Dutour államügyész                    | Vincent Price    |
| Dr. Dozous                                  | Lee J. Cobb      |
| Louise Casterot Soubirous, Bernadette anyja | Anne Revere      |
| François Soubirous, Bernadette apja         | Roman Bohnen     |
| Jeanne Abadie                               | Mary Anderson    |
| Eugénia császárné                           | Patricia Morison |
| III. Napóleon császár                       | Jerome Cowan     |
| Szűz Mária                                  | Linda Darnell    |

## Díjak és jelölések
| Díj                      | Kategória                                       | Eredmény |
| ------------------------ | ----------------------------------------------- | -------- |
| Oscar-díj                | legjobb film                                    | Jelölve  |
| Oscar-díj                | legjobb női főszereplő                          | Elnyerte |
| Oscar-díj                | legjobb férfi mellékszereplő (Charles Bickford) | Jelölve  |
| Oscar-díj                | legjobb női mellékszereplő (Gladys Cooper)      | Jelölve  |
| Oscar-díj                | legjobb női mellékszereplő (Anne Revere)        | Jelölve  |
| Oscar-díj                | legjobb rendező                                 | Jelölve  |
| Oscar-díj                | legjobb adaptált forgatókönyv                   | Jelölve  |
| Oscar-díj                | legjobb operatőr                                | Elnyerte |
| Oscar-díj                | legjobb díszlet                                 | Elnyerte |
| Oscar-díj                | legjobb eredeti filmzene                        | Elnyerte |
| Oscar-díj                | legjobb vágás                                   | Jelölve  |
| Oscar-díj                | legjobb hangvágás                               | Jelölve  |
| Golden Globe-díj         | legjobb film                                    | Elnyerte |
| Golden Globe-díj         | legjobb rendező                                 | Elnyerte |
| Golden Globe-díj         | legjobb női főszereplő                          | Elnyerte |
| National Board of Review | Az év legjobb tíz filmje                        | Elnyerte |